# Robin Beauregard
Robin Mary Beauregard (* 23. Februar 1979 in Long Beach, Kalifornien) ist eine ehemalige Wasserballspielerin aus den Vereinigten Staaten. Sie gewann bei Olympischen Spielen je eine Silber- und Bronzemedaille. Zusätzlich siegte sie je einmal bei Weltmeisterschaften und bei Panamerikanischen Spielen.

## Karriere
Robin Beauregard besuchte die Marina High School und studierte dann an der University of California, Los Angeles. Während ihres Studiums spielte sie als Centerverteidigerin für die UCLA Bruins, das Sportteam ihrer Universität, und erreichte mehrfach die Finalrunde der nationalen College-Meisterschaften. 2003 gewann sie die Collegemeisterschaft und wurde zur besten Spielerin des Turniers gewählt. Nach ihrem Abschluss trainierte sie als Mitglied der Nationalmannschaft beim New York Athletic Club.
Bei den Olympischen Spielen 2000 in Sydney stand erstmals auch ein Wasserballturnier für Frauen auf dem Programm. Beauregard wurde in sechs von sieben Spielen der Nationalmannschaft eingesetzt und erzielte beim Unentschieden gegen Kanada drei ihrer sechs Turniertore. Im Halbfinale besiegte das US-Team die Niederländerinnen mit 6:5, im Finale unterlagen die Amerikanerinnen den Australierinnen mit 3:4. Im Juli 2003 fand die Weltmeisterschaft 2003 in Barcelona statt. Das US-Team gewann den Titel durch ein 8:6 über die Italienerinnen. Direkt im Anschluss wurden in Santo Domingo die Panamerikanischen Spiele ausgetragen. Im Finale besiegte das US-Team die Kanadierinnen mit 7:3. Bei den Olympischen Spielen 2004 in Athen unterlagen die Amerikanerinnen im Halbfinale den Italienerinnen, im Spiel um die Bronzemedaille bezwangen sie die Australierinnen mit 6:5. Robin Beauregard erzielte im Olympiaturnier vier Tore, davon eins im Spiel um den dritten Platz.
Robin Beauregard schloss ihr Studium als Physiotherapeutin ab und arbeitete dann in Santa Margarita in Kalifornien.